# Austrolimnophila macropyga
Austrolimnophila macropyga är en tvåvingeart som beskrevs av Alexander 1953. Austrolimnophila macropyga ingår i släktet Austrolimnophila och familjen småharkrankar. Inga underarter finns listade i Catalogue of Life.